# Süddeutsche Fußballmeisterschaft 1911/12
Die süddeutsche Fußballmeisterschaft 1911/12 des Verbandes Süddeutscher Fußball-Vereine gewann der Karlsruher FV im Endrundenturnier mit vier Punkten Vorsprung vor Phönix Mannheim. Dies war der achte und letzte Gewinn der süddeutschen Fußballmeisterschaft für die Karlsruher, die sich dadurch für die deutsche Fußballmeisterschaft 1911/12 qualifizierten. Nach Siegen gegen den Cölner BC 01 und die SpVgg. Leipzig-Lindenau erreichten die Karlsruhe das Finale und traf dort wie schon zwei Jahre zuvor auf Holstein Kiel. Vor 9000 Zuschauern auf dem Victoria-Platz im heutigen Stadtteil Hamburg-Lokstedt unterlagen die zuvor seit Monaten ungeschlagenen und hochfavorisierten Karlsruher den kampfstarken „Störchen“ mit 0:1.

## Modus und Übersicht
Der Austragungsmodus blieb gegenüber der Vorsaison unverändert, in vier Kreisen traten Mannschaften im Rundenturnier gegeneinander an, die vier Kreismeister spielten anschließend in einer Finalrunde den süddeutschen Fußballmeister aus. Zur Folgesaison 1912/13 stand erneut eine Reform an, eine neue „Ligaklasse“ mit je acht Mannschaften sollte die bisherigen A-Klassen als neue oberste Spielstufe ersetzen. Das bedeutete in drei der vier Kreise eine Reduzierung der Mannschaften, wodurch sich eine ganze Reihe von Vereinen aus der obersten Spielklasse verabschieden mussten. Nicht zuletzt deswegen kam es bereits im Jahr 1911 in Frankfurt, Mannheim und Nürnberg zu Großfusionen.
| Bezirk    | Bezirksmeister  |
| --------- | --------------- |
| Nordkreis | Frankfurter FV  |
| Ostkreis  | SpVgg Fürth     |
| Südkreis  | Karlsruher FV   |
| Westkreis | Phönix Mannheim |

## Nordkreis
In dieser Saison konnte sich zum ersten Mal überhaupt ein Frankfurter Verein die Nordkreismeisterschaft sichern. Der Frankfurter FV war erst im Mai durch die Fusion der Frankfurter Kickers mit dem FFC Victoria zustande gekommen und hatte vor dem Startschuss zur Meisterschaft am 3. September nur zwei Testspiele absolviert. Doch schon nach acht Spieltagen hatte man erstmals die Tabellenführung erobert und erst am Heiligabend gab es beim FSV durch ein Elfmetertor die erste Saisonniederlage (0:1), der nur eine weitere folgte (0:1 beim starken Aufsteiger Bürgel). Die Stützen der Meistermannschaft waren Torhüter Charbout-Mollart, Verteidiger Friedrich Claus, Spielführer von Goldberger, der allerdings berufsbedingt seine letzte Saison spielte, sowie der Innensturm Dornbusch – Pickel – Becker.
Für einen handfesten Skandal sorgte der Bockenheimer Verein FFV Amicitia und 1902: Nachdem Zuschauer im Spiel in Bockenheim den Hanauer Spieler Möller mit Stöcken traktiert hatten, wurde die Mannschaft vom Verband disqualifiziert und für ein Jahr vom Spielbetrieb ausgeschlossen. Die zuvor ausgetragenen Meisterschaftsspiele wurden annulliert. Bedingt durch die Reduzierung auf acht Vereine zur Folgesaison mussten dennoch nicht weniger als vier Mannschaften absteigen. Frankfurts „Urverein“ Germania 94 konnte sich in der Relegationsrunde um den achten Platz den Verbleib in der obersten Spielklasse sichern.
| Pl. | Verein                             | Sp. | S  | U | N  | Tore    | Quote | Punkte |
| --- | ---------------------------------- | --- | -- | - | -- | ------- | ----- | ------ |
| 1.  | Frankfurter FV                     | 22  | 15 | 5 | 2  | 050:260 | 1,92  | 35:90  |
| 2.  | 1. Hanauer FC 1893                 | 22  | 14 | 3 | 5  | 086:330 | 2,61  | 31:13  |
| 3.  | FSV Frankfurt                      | 22  | 13 | 5 | 4  | 062:270 | 2,30  | 31:13  |
| 4.  | FC Viktoria Hanau                  | 22  | 12 | 6 | 4  | 052:240 | 2,17  | 30:14  |
| 5.  | Kickers Offenbach                  | 22  | 11 | 6 | 5  | 050:360 | 1,39  | 28:16  |
| 6.  | SC 07 Bürgel (N)                   | 22  | 10 | 5 | 7  | 047:500 | 0,94  | 25:19  |
| 7.  | SV Wiesbaden (M)                   | 22  | 9  | 5 | 8  | 053:350 | 1,51  | 23:21  |
| 8.  | Frankfurter FC Britannia           | 22  | 8  | 1 | 13 | 054:690 | 0,78  | 17:27  |
| 9.  | FC Germania Bockenheim a           | 22  | 5  | 6 | 11 | 034:480 | 0,71  | 16:28  |
| 10. | Frankfurter FC Germania            | 22  | 4  | 5 | 13 | 040:550 | 0,73  | 13:31  |
| 11. | Germania Bieber                    | 22  | 5  | 3 | 14 | 038:640 | 0,59  | 13:31  |
| 12. | Bockenheimer FVgg a                | 22  | 0  | 2 | 20 | 018:117 | 0,15  | 02:42  |
| 13. | Frankfurter FV und Amicitia 1902 b | 0   | 0  | 0 | 0  | 000:000 | 1,00  | 0:0    |

| (M) | Titelverteidiger Nordkreis |
| (N) | Aufsteiger                 |

## Ostkreis
In der zweiten Saison der bayernweiten A-Klasse setzte sich überraschend die SpVgg. Fürth vor der F.A. Bayern im Münchener SC durch. Der Vorjahresmeister hatte im August 1911 mit Charles Griffiths eigens einen englischen Profitrainer verpflichtet, nachdem er in der süddeutschen Endrunde erneut gescheitert war. Doch die „Kleeblätter“, die in der Vorsaison gegen die Bayern noch hohe Niederlagen (2:8 und 0:6) hatten wegstecken müssen, trotzten dem hohen Meisterschaftsfavoriten an der Münchener Leopoldstraße am 15. Oktober 1911 ein 2:2 ab, gewannen in der Rückrunde am 26. November im Ronhof mit 2:1 und überholten den Titelverteidiger schließlich mit dem letzten Ligaspiel. Das Nachholspiel beim FC Wacker München verfolgten 4000 Zuschauer, und nach dem 8:0-Erfolg wurde die Mannschaft um Spielführer Karl Burger in ihrer Heimatstadt von einer großen Menschenmenge empfangen und gefeiert.
Auch im Ostkreis mussten vier Mannschaften in der Folgesaison zweitklassig spielen, darunter auch der VfB Nürnberg, der erst 1911 durch Zusammenschluss der drei Vereine FC Noris, FC Vorwärts und FC Franken Nürnberg entstanden war. Als achter Verein der ersten „Ostkreisliga“-Saison rückten die Würzburger Kickers nach.
| Pl. | Verein                          | Sp. | S  | U | N  | Tore    | Quote | Punkte |
| --- | ------------------------------- | --- | -- | - | -- | ------- | ----- | ------ |
| 1.  | SpVgg Fürth                     | 20  | 17 | 2 | 1  | 077:180 | 4,28  | 36:40  |
| 2.  | F.A. Bayern im Münchener SC (M) | 20  | 17 | 1 | 2  | 078:250 | 3,12  | 35:50  |
| 3.  | FC Wacker München               | 20  | 13 | 1 | 6  | 061:340 | 1,79  | 27:13  |
| 4.  | 1. FC Nürnberg                  | 20  | 12 | 2 | 6  | 055:350 | 1,57  | 26:14  |
| 5.  | MTV München von 1879            | 20  | 10 | 2 | 8  | 044:430 | 1,02  | 22:18  |
| 6.  | FC Pfeil Nürnberg               | 20  | 10 | 1 | 9  | 035:550 | 0,64  | 21:19  |
| 7.  | TV 1860 München                 | 20  | 8  | 3 | 9  | 041:380 | 1,08  | 19:21  |
| 8.  | VfB Nürnberg                    | 20  | 6  | 2 | 12 | 031:530 | 0,58  | 14:26  |
| 9.  | 1. FC 01 Bamberg                | 20  | 3  | 2 | 15 | 032:670 | 0,48  | 08:32  |
| 10. | MTV Augsburg                    | 20  | 3  | 1 | 16 | 022:720 | 0,31  | 07:33  |
| 11. | FC Concordia Nürnberg (N)       | 20  | 1  | 3 | 16 | 025:610 | 0,41  | 05:35  |

| (M) | Titelverteidiger Ostkreis |
| (N) | Aufsteiger                |

## Südkreis
Der Karlsruher FV sicherte sich ähnlich ungefährdet wie im Jahr zuvor die Meisterschaft. Der Innensturm des KFV mit den Nationalspielern Fritz Förderer, Gottfried Fuchs und Julius Hirsch erwies sich erneut als äußerst treffsicher, so dass die Mannschaft von der Telegrafenkaserne zum dritten Mal in Folge in die Endrunde einzog.
Absteiger waren der Straßburger FV sowie die drei Karlsruher Stadtteilvereine FC Mühlburg, FV Beiertheim und der FC Alemannia aus Rüppurr, der sich zur Folgesaison dem FC Phönix anschloss. Aus der B-Klasse sicherte sich der VfB Stuttgart in einem Entscheidungsspiel gegen den FC Mühlburg den letzten verbleibenden Platz für die neue Ligaklasse.
| Pl. | Verein                   | Sp. | S  | U | N  | Tore    | Quote | Punkte |
| --- | ------------------------ | --- | -- | - | -- | ------- | ----- | ------ |
| 1.  | Karlsruher FV (SM, M)    | 20  | 17 | 1 | 2  | 092:190 | 4,84  | 35:50  |
| 2.  | Karlsruher FC Phönix c   | 20  | 14 | 2 | 4  | 049:210 | 2,33  | 30:10  |
| 3.  | Freiburger FC            | 20  | 12 | 2 | 6  | 053:280 | 1,89  | 26:14  |
| 4.  | Stuttgarter Kickers      | 20  | 11 | 4 | 5  | 043:250 | 1,72  | 26:14  |
| 5.  | 1. FC Pforzheim          | 20  | 10 | 2 | 8  | 045:360 | 1,25  | 22:18  |
| 6.  | Sportfreunde Stuttgart   | 20  | 8  | 3 | 9  | 043:440 | 0,98  | 19:21  |
| 7.  | FC Union Stuttgart       | 20  | 8  | 1 | 11 | 034:410 | 0,83  | 17:23  |
| 8.  | FC Alemannia Karlsruhe c | 20  | 6  | 3 | 11 | 029:340 | 0,85  | 15:25  |
| 9.  | Straßburger FV           | 20  | 6  | 1 | 13 | 036:680 | 0,53  | 13:27  |
| 10. | FC Mühlburg (N)          | 20  | 5  | 2 | 13 | 025:470 | 0,53  | 12:28  |
| 11. | FV Beiertheim            | 20  | 2  | 1 | 17 | 017:103 | 0,17  | 05:35  |

| (SM) | süddeutscher Titelverteidiger |
| (M)  | Titelverteidiger Südkreis     |
| (N)  | Aufsteiger                    |

## Westkreis
Einen Überraschungsmeister gab es im Westkreis. Nicht der etwa der gerade erst durch Fusion der drei Mannheimer Pioniervereine entstandene Großverein VfR Mannheim, sondern Lokalrivale und Underdog MFC Phönix 02, der sich den Fusionsbestrebungen widersetzt hatte, sicherte sich den Westkreis-Titel. Er lag am Saisonende mit dem FV Kaiserslautern punktgleich an der Tabellenspitze, und da das Torverhältnis – hier lag der FVK vorne – nicht ausschlaggebend war, musste ein Entscheidungsspiel über die Meisterschaft entscheiden. Hier setzte sich „der Fenix“ im Wiederholungsspiel vor 3000 Zuschauern auf dem VfR-Platz mit 2:0 durch und zog damit in die süddeutsche Endrunde ein.
Germania Ludwigshafen stieg ab und wurde in der Folgesaison durch Borussia Neunkirchen ersetzt.
| Pl. | Verein                     | Sp. | S | U | N  | Tore    | Quote | Punkte |
| --- | -------------------------- | --- | - | - | -- | ------- | ----- | ------ |
| 1.  | Phönix Mannheim            | 14  | 8 | 4 | 2  | 033:130 | 2,54  | 20:80  |
| 2.  | FV Kaiserslautern          | 14  | 8 | 4 | 2  | 058:180 | 3,22  | 20:80  |
| 3.  | VfR Mannheim (M)           | 14  | 8 | 2 | 4  | 042:250 | 1,68  | 18:10  |
| 4.  | FC Pfalz Ludwigshafen      | 14  | 5 | 5 | 4  | 027:230 | 1,17  | 15:13  |
| 5.  | Ludwigshafener FG 03       | 14  | 6 | 3 | 5  | 023:310 | 0,74  | 15:13  |
| 6.  | FK Olympia Darmstadt       | 14  | 5 | 2 | 7  | 017:300 | 0,57  | 12:16  |
| 7.  | FC Phönix Ludwigshafen (N) | 14  | 2 | 2 | 10 | 013:450 | 0,29  | 06:22  |
| 8.  | Germania Ludwigshafen      | 14  | 1 | 4 | 9  | 015:430 | 0,35  | 06:22  |

| (M) | Titelverteidiger Westkreis |
| (N) | Aufsteiger                 |

Entscheidungsspiel Platz 1:
| Datum                         |                   | Gesamt |                 | Hinspiel | Rückspiel |
| ----------------------------- | ----------------- | ------ | --------------- | -------- | --------- |
| 17. März 1912 / 24. März 1912 | FV Kaiserslautern | 0:2    | Phönix Mannheim | 0:0      | 0:2       |

Entscheidungsspiel Platz 7:
|                     | Ergebnis |                          | Platz                                  |
| ------------------- | -------- | ------------------------ | -------------------------------------- |
| Phönix Ludwigshafen | 3:1      | SC Germania Ludwigshafen | Platz der Ludwigshafener FG am Gaswerk |

## Endrunde um die süddeutsche Meisterschaft
Der Spielplan der Endrunde war durch die beiden Entscheidungsspiele im Westkreis etwas durcheinandergeraten, so dass die letzten Spiele erst Mitte Mai ausgetragen werden konnten. Zu diesem Zeitpunkt war die Entscheidung um die Südmeisterschaft aber längst gefallen: Alt- und Rekordmeister KFV setzte sich gegen die drei Endrunden-Neulinge aus Frankfurt, Mannheim und Fürth problemlos durch.

### Kreuztabelle
| 1912            | Karlsruher FV | Phönix Mannheim | SpVgg Fürth | Frankfurter FV |
| --------------- | ------------- | --------------- | ----------- | -------------- |
| Karlsruher FV   |               | 4:1             | 4:1         | 7:0            |
| Phönix Mannheim | 2:2           |                 | 4:1         | 1:1            |
| SpVgg Fürth     | 2:7           | 1:3             |             | 5:4            |
| Frankfurter FV  | 0:7           | 0:0             | 0:1         |                |

### Abschlusstabelle
| Pl. | Verein                               | Sp. | S | U | N | Tore    | Quote | Punkte |
| --- | ------------------------------------ | --- | - | - | - | ------- | ----- | ------ |
| 1.  | Karlsruher FV (SM) (Sieger Südkreis) | 6   | 5 | 1 | 0 | 031:600 | 5,17  | 11:10  |
| 2.  | Phönix Mannheim (Sieger Westkreis)   | 6   | 2 | 3 | 1 | 011:900 | 1,22  | 07:50  |
| 3.  | SpVgg Fürth (Sieger Ostkreis)        | 6   | 2 | 0 | 4 | 011:220 | 0,50  | 04:80  |
| 4.  | Frankfurter FV (Sieger Nordkreis)    | 6   | 0 | 2 | 4 | 005:210 | 0,24  | 02:10  |